# Andrzej Udalski
Le docteur Andrzej Jarosław Udalski (prononcé [and͡ʒɛj uˈdalski]) est un astronome polonais.

## Biographie
Udalski est titulaire de la Chaire d'Astrophysique Observatoire de l'Observatoire Astronomique de l'université de Varsovie, directeur du projet OGLE et directeur du trimestriel Acta Astronomica.
Il finit ses études à l'Université de Varsovie en 1980, la même année, il fut engagé à l'Observatoire Astronomique de l'université de Varsovie. Il eut son doctorat en 1988, il partit ensuite pour un stage post-doctorat à l'université York à Toronto au Canada.
En avril 1992, il devint le chef du projet qu'il a créé, OGLE, Optical Gravitational Lensing Experiment, encore en cours. La plupart des réalisations de la première phase du projet (1992-1995) sont : la découverte des premiers exemples de micro-lentilles gravitationnelles (qui consiste à repérer une éventuelle planète autour d’une étoile en utilisant la lumière d’une autre étoile située en arrière-plan sur la ligne de visée) dans la direction du centre de la Voie lactée ainsi que le premier exemple de micro-lentilles gravitationnelles d'une étoile binaire.
Dans les années 1995-1996, il prit part à la construction du télescope varsovien pour l'Observatoire de Las Campanas au Chili. À partir de 1997, le projet OGLE sera réalisé avec l'aide de l'observatoire en question. Pendant la deuxième phase du projet (OGLE-II, de 1997 à 2000), les recherches ont abouti au calibrage de quelques milliers de corps célestes classiques (Céphéide, les étoiles Variable de type RR Lyrae et Red clump), ce qui amena à la révision de l'échelle des distances de l'Univers.
En 2001, il construisit personnellement une caméra à capteur photographique (comportant près de 65 millions d'éléments photosensibles). Cet instrument fut installé sur le foyer du télescope de Varsovie, augmentant les capacités d'observation du projet OGLE de manière drastique. Lors de la troisième phase du projet (OGLE-III), commençant en cette même année 2001, un grand nombre de phénomènes liés au Transit astronomique fut découvert, à partir de ces découvertes fut aussi prouvé l'existence de cinq exoplanètes. Trois autres exoplanètes furent aussi découvertes avec la participation de l'équipe de OGLE en utilisant la technique de micro-lentilles gravitationnelles.
Andrzej Udalski est aussi l'auteur ou coauteur de près de 150 travaux de recherche, il est cité des milliers de fois dans la littérature scientifique. En 1996, il a reçu une récompense du Premier Ministre de la Pologne pour ses éminentes découvertes. En 2002, il obtient le lauréat de la Fondation Polonaise pour l'Éducation (surnommé le « Nobel polonais »).